# Perfect Strangers (1945)
Perfect Strangers ou Vacation from Marriage nos EUA (Brasil: Longe dos Olhos / Portugal: Férias de Casamento) é um filme britânico de 1945, do gênero drama, dirigido por Alexander Korda e estrelado por Robert Donat e Deborah Kerr.